# 岡島功治

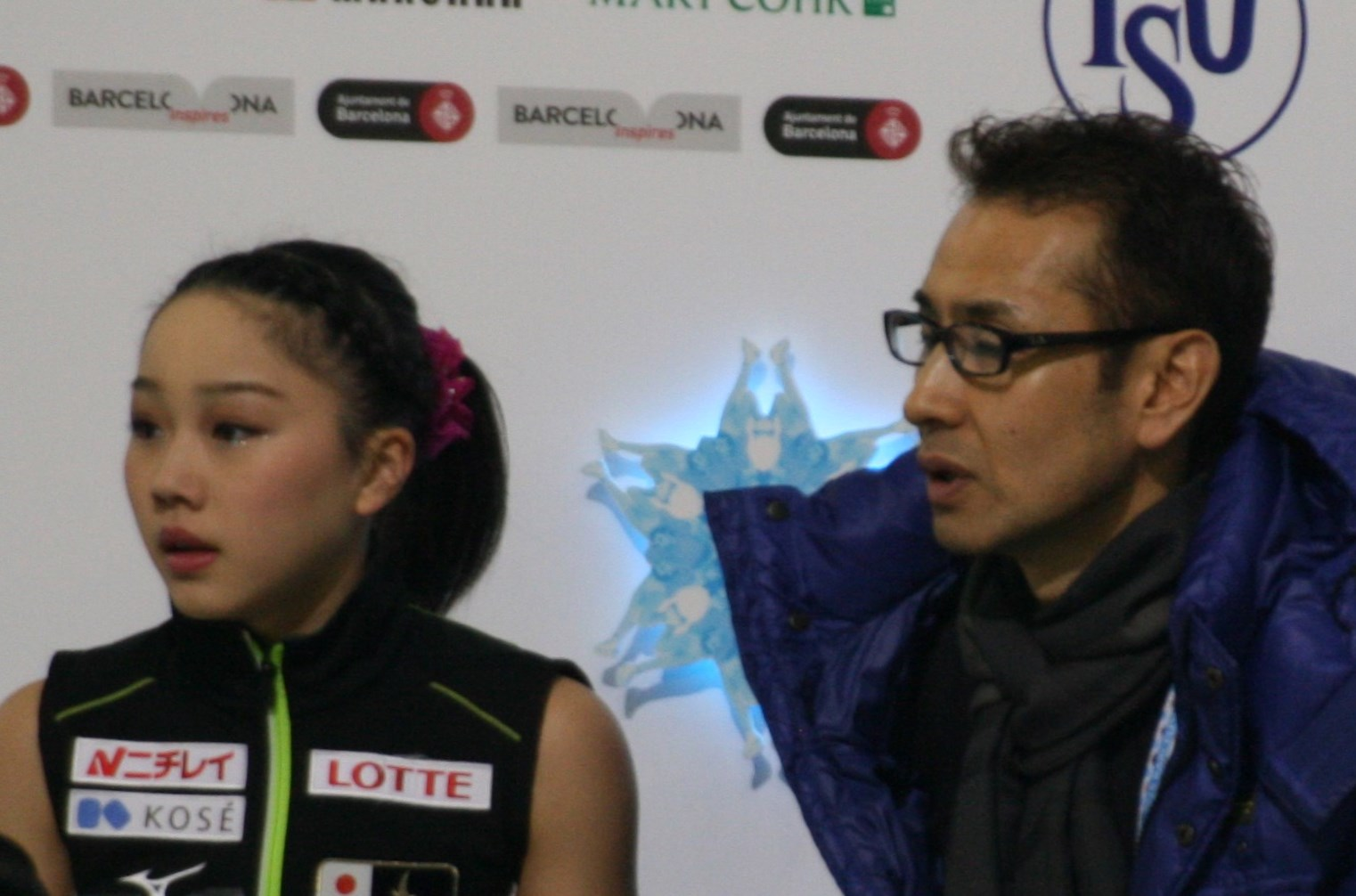
2014年JGPファイナル、樋口新葉のキス&クライでの岡島(右)

岡島 功治（おかじま こうじ、1957年3月23日 - ）は、日本の元フィギュアスケート選手（ペアスケーティング）。現在はコーチ。元パートナーは竹崎睦、加藤はま江、浅野奈穂子。1979年全日本選手権2位。

## 経歴
北海道出身。北海高等学校、日本大学卒業。
1976-77シーズン、浅野奈穂子とペアを組み全日本選手権に出場し3位に入る。1978-79シーズン、加藤はま江とペアを組み直して挑んだ全日本選手権で再び3位となる。1979-80シーズン、竹崎睦と新たにペアを組み直す。同年の全日本選手権では岡部由紀子/無良隆志組に次いで2位に入る。
選手引退後は指導者となり、千葉県松戸市の新松戸アイスアリーナのコーチを経て現在は新宿区にある明治神宮外苑アイススケート場の専任コーチを務める。教え子には岸本一美、鳥居拓史、武田奈也、石川翔子、西野友毬、樋口新葉、松岡あかりなど、関東を中心としたスケート選手を多く指導している。

## 主な戦績
- 1976-77シーズンは浅野奈穂子とペア。
- 1978-79シーズンは加藤はま江とペア。
- 1979-80シーズンは竹崎睦とペア。

| 大会/年      | 1976-77 | 1977-78 | 1979-80 |
| ------------ | ------- | ------- | ------- |
| 全日本選手権 | 3       | 3       | 2       |